# Ashland (Oklahoma)
Ashland  – miasto w Stanach Zjednoczonych, w stanie Oklahoma, w hrabstwie Pittsburg.